# Simitli
Simitli (bulharsky Симитли) je město ležící v jihozápadním Bulharsku v údolí řeky Strumy na úpatí pohoří Vlachina. Je správním střediskem stejnojmenné obštiny a má přibližně 6 900 obyvatel.

## Historie
Simitli je starobylé sídlo a díky své strategické poloze mezi řekami Struma a Mesta bylo vždy střediskem okolních obcí. První písemná zmínka něm je (ještě pod jménem Baňa) z 15. století. O sto let později je zaznamenáno jako Simitlu. Jméno se odvozuje buď od názvu bílého chleba „simid“, nebo od centrální polohy tehdejší vsi — „simen“ (znamenající střed).
V roce 1891 zde bylo napočítáno 230 domů osídlených Pomaky. V roce 1900 tu podle Vasila Kănčova žilo 820 obyvatel, vesměs bulharských mohamedánů a 40 cikánů. Simitli se stalo součástí Bulharska během první balkánské války po úporných, zde vedených, bojích s osmanskou armádou. Po druhé balkánské válce byli muslimští obyvatelé vyhnáni a podle záznamů z roku 1916 byla ves zcela v troskách. Nedlouho poté se sem začali stěhovat utečenci z Makedonie a také obyvatelé okolních dědin.
Ve 30. letech zde byly postaveny lázně, využívající zdejších dvacet vydatných pramenů teplých necelých 60 °C. V roce 1934 zde žilo 2 200 obyvatel, a to včetně Oranova na protilehlém břehu Strumy, a o deset let později (1946) 2 918. Mezi lety 1943 a 1946 neslo jméno Izvorovo . V roce 1965 byla k Simitli připojena dědina Oranovo a v roce 1969 získalo statut města. Na rozdíl od většiny bulharských měst dosáhl počet obyvatel maxima až v roce 1997 (7 684) a od té doby klesá.

## Obyvatelstvo
K 15. září 2024 ve městě žilo 6 819 obyvatel a bylo zde trvale hlášeno 7 189 obyvatel. Podle sčítání 1. února 2011 bylo národnostní složení následující:
- Bulhaři: 4 177 (90.9 %)
- Romové: 387 (8.4 %)
- Turci: 3 (0.1 %)
- ostatní[p 2]: 27 (0.6 %)